# Der Findling (Film)
Der Findling ist ein deutscher Fernsehfilm in Schwarzweiß des US-amerikanischen Regisseurs George Moorse aus dem Jahr 1966 mit Rudolf Fernau, Julie Felix und Titus Gerhardt in den Hauptrollen. Das Drehbuch hatte der Regisseur selbst verfasst. Es basiert auf der gleichnamigen Novelle von Heinrich von Kleist. Seine Premiere erlebte der Streifen am 10. Juni 1967 im Studienprogramm des Bayerischen Rundfunks. In die Kinos kam er erstmals am 28. Februar 1969.

## Handlung
Der Film behandelt das Schicksal des römischen Kaufmanns Piacchi, der bei einer Pestseuche seinen elfjährigen Sohn verloren hat und nun ein gleichaltriges Findelkind zu sich nimmt, es aufzieht und dem jungen Mann seine ganze Habe vermacht. Nicolo, wie der Adoptivsohn heißt, benutzt jedoch seine Macht, um Piacchi und dessen junge Frau zu betrügen und zu vernichten. In einer Kurzschlussreaktion erschlägt Piacchi seinen Findling, weigert sich aber, seine Tat zu bereuen. Er wird schließlich ohne Buße hingerichtet.

## Kritik
„Eine gelungene Übertragung der Novelle von Kleist: Durch die sinnvolle Änderung der Vorlage und die stilistisch geschlossene Übertragung in die Bildersprache wird die Geschichte von der unerhörten Übeltat im Haus des römischen Kaufmanns Piacchi neu erzählt und für die Gegenwart erschlossen.“

„Eine eigenständige Bearbeitung eines literarischen Stoffes für den Film, erfreulich in der Form, wichtige Themenkreise der Novelle werden modernisiert, verraten aber die Novelle nicht. Für ein aufgeschlossenes und diskussionsbereites Publikum sollte der Film […] Möglichkeiten genug geben, sich damit zu beschäftigen, zumal hier wieder ein gutes Beispiel eines neuen, jüngeren deutschen Films gegeben ist.“

„Prädikat «Wertvoll»“